# North Snyderville Basin
North Snyderville Basin is een plaats (census-designated place) in de Amerikaanse staat Utah en valt bestuurlijk gezien onder Summit County.

## Demografie
Bij de volkstelling in 2000 werd het aantal inwoners vastgesteld op 1821.

## Geografie
Volgens het United States Census Bureau beslaat de plaats een oppervlakte van
42,6 km², geheel bestaande uit land.

## Plaatsen in de nabije omgeving
De onderstaande figuur toont nabijgelegen plaatsen in een straal van 20 km rond North Snyderville Basin.